# (1571) Cesco
Pour les articles homonymes, voir Cesco.
(1571) Cesco est un astéroïde de la ceinture principale.

## Description
(1571) Cesco est un astéroïde de la ceinture principale. Il fut découvert le 20 mars 1950 à La Plata par Miguel Itzigsohn. Il présente une orbite caractérisée par un demi-grand axe de 3,14 UA, une excentricité de 0,11 et une inclinaison de 14,6° par rapport à l'écliptique.

## Compléments